# Hoppus on Music
Hoppus On Music, anteriormente llamado A Different Spin With Mark Hoppus, es un talk show organizado por el cantante y bajista de Blink-182, Mark Hoppus. El programa dio comienzo el 16 de septiembre de 2010, en la cadena Fuse TV. El programa tiene a la cómica Amy Schumer como colaboradora.

## Formato
El programa se centra en noticias musicales y entrevistas a los invitados al programa. El programa también cuenta con actuaciones musicales. En enero del 2011, Mark Hoppus anunció vía Twitter que el programa sería renombrado a "Hoppus On Music".
La primera aparición pública de dicho programa fue el 22 de junio de 2010. Mark Hoppus comentó "Estoy feliz de unirme a la cadena Fuse y poder tener un show en el que se poder hablar de un tema que me apasiona, la música. Y más importante aún, me emociona que millones de personas que me vean semanalmente en la televisión nacional." Según el vicepresidente  de Fuse, Sal LoCurto, A Different Spin with Mark Hoppus se ha desarrollado para complementar la amplia variedad de programación musical en Fuse - incluyendo conciertos en vivo, festivales y entrevistas en profundidad con los grandes de la música". El 5 de agosto, Hoppus anunció que la colaboradora del programa sería la cómica Amy Schumer.